# بوگوسواف لیندا
بوگوسواف لیندا (لهستانی: Bogusław Linda؛ زادهٔ ۲۷ ژوئن ۱۹۵۲) بازیگر و خواننده اهل لهستان است.
از فیلم‌هایی که وی در آن نقش داشته است، می‌توان به مادر پادشاهان، عالی‌مقام، دام، شور، آب‌شدگی، سارا، تلخ و شیرین، خوشنام، موج جرم و جنایت، هوس‌های امپراتور، حوزه استحفاظی ۱۳، شامانکا، زنی تنها، مرد آهنین، ده فرمان، نبرد ورشو ۱۹۲۰، دانتون، بخت کور، پان تادئوش، عشق تابستانی و خوک‌ها اشاره کرد.